# Linda Teodosiu

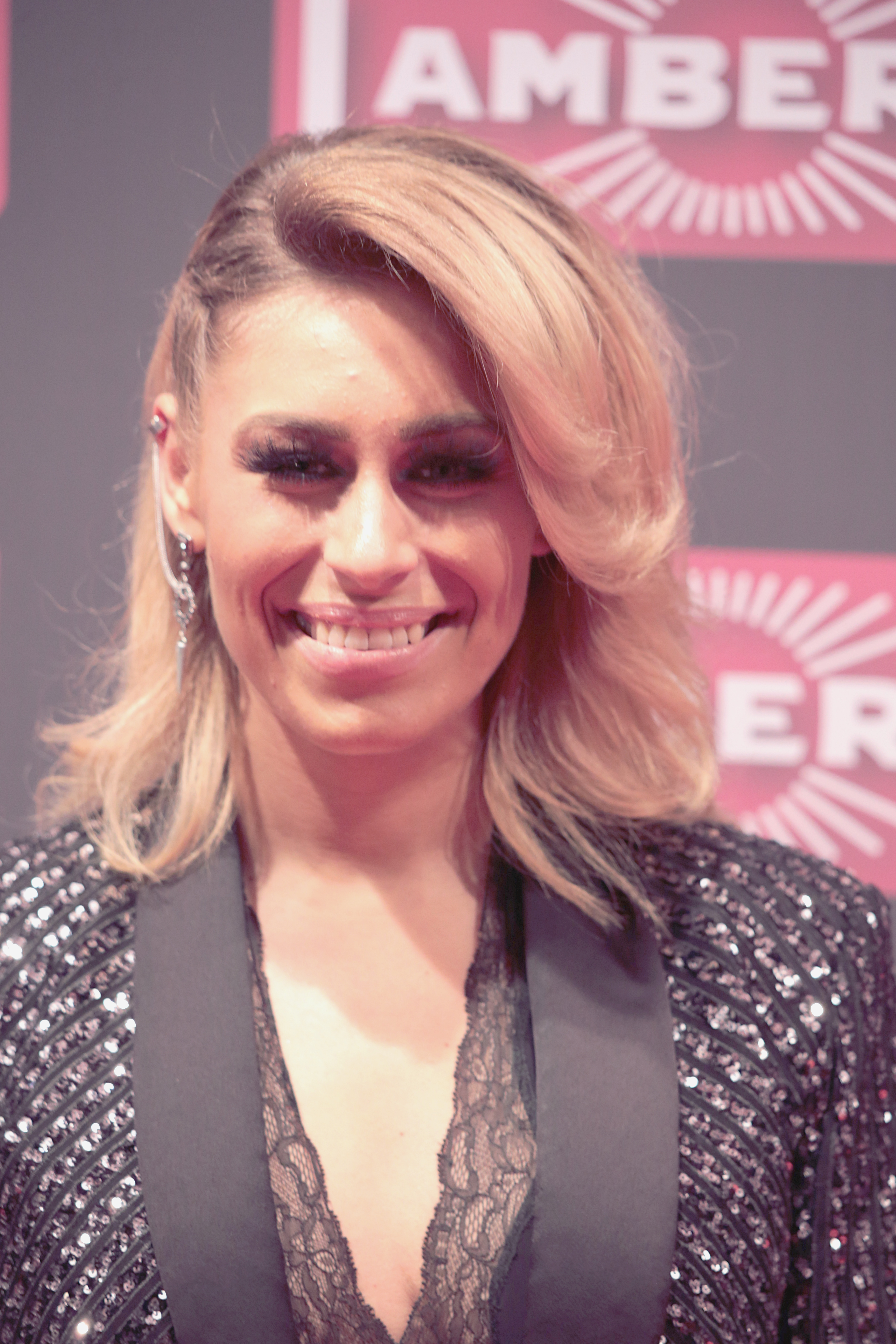
Linda Teodosiu (2018)

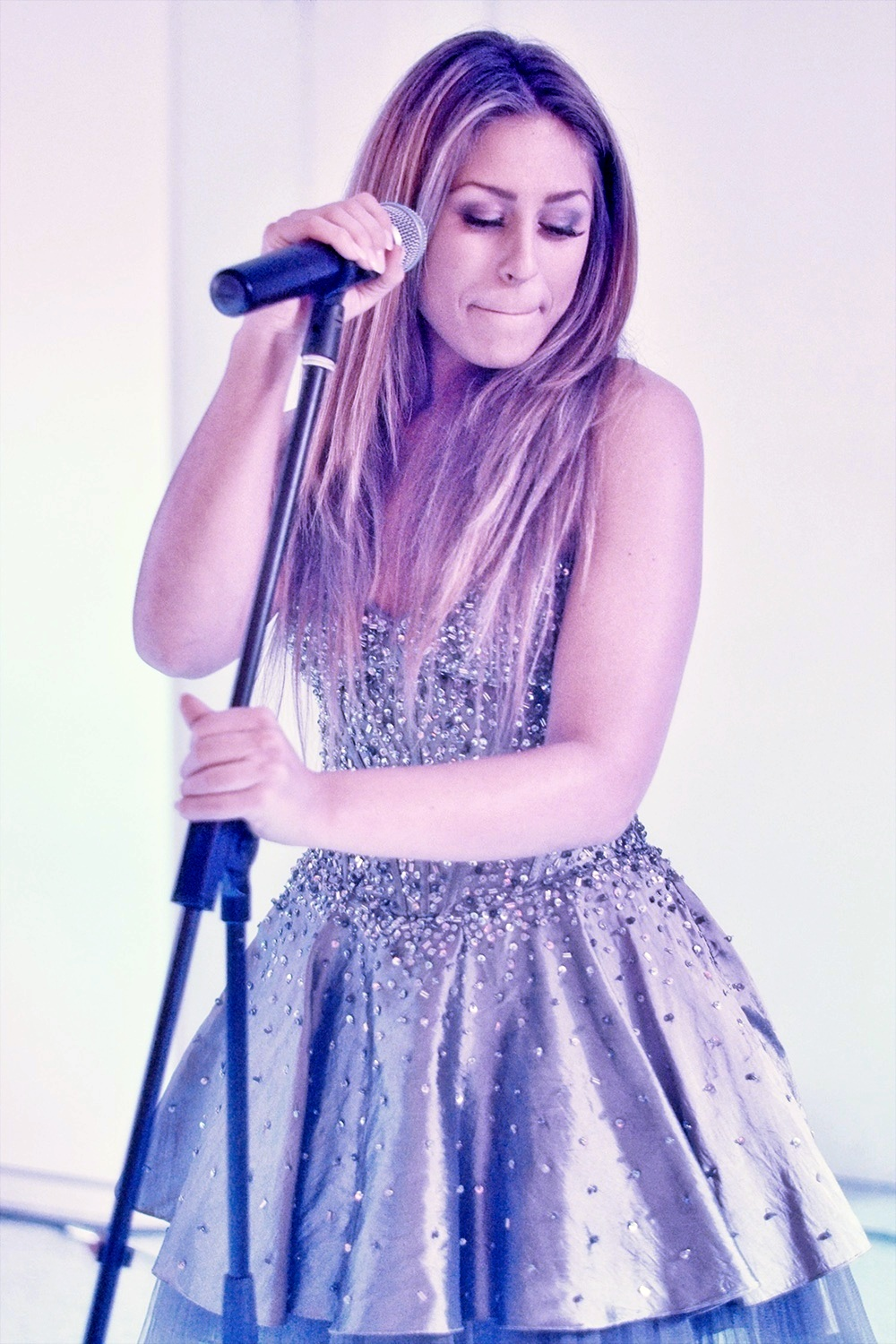
Linda Teodosiu (2013)

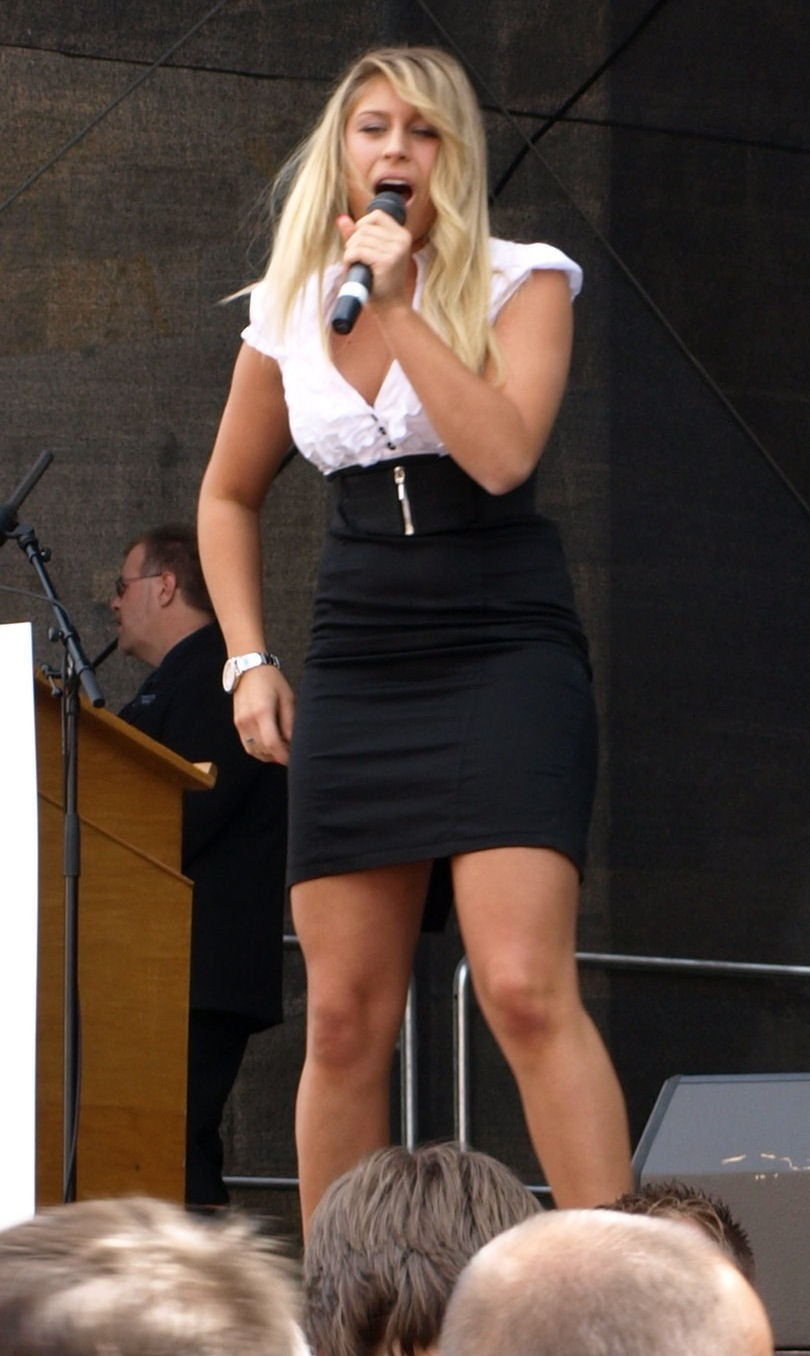
Linda Teodosiu (2009)

Linda Angeline Teodosiu (* 19. September 1991 in Köln) ist eine deutsche Pop-Sängerin.

## Leben und Karriere
Die Tochter des in Rumänien geborenen Saxophonisten Flavius Teodosiu (The SaxMan), der unter anderem in der Studio-Band RTL Samstag Nacht Allstars gespielt hatte, und der Sängerin Belinda Haarhausen hatte ihren ersten Auftritt im Alter von fünf Jahren im Phantasialand in Brühl. Teodosiu wurde als Teilnehmerin der fünften Staffel der Castingshow Deutschland sucht den Superstar 2008 bekannt, in der sie das Halbfinale erreichte.
Nach dem Ausscheiden bei DSDS unterzeichnete sie einen Plattenvertrag bei Sony Music. Im Frühjahr 2009 wurde die Debütsingle Love Sux veröffentlicht, die Platz 24 in den deutschen Charts erreichte. Im September folgte die zweite Single Reprogram My Heart, die auf Platz 28 der deutschen Charts einstieg. Im selben Monat erschien ihr Debütalbum Under Pressure, das in den Charts Platz 81 belegte. Das Album bekam positive Kritik, jedoch zweifelte man, ob es sich von anderen ähnlichen Veröffentlichungen absetzen könne und die Charts erobern würde.
Im Juli 2011 erschien die Single Alive. Im September 2011 folgte die Single One More Time sowie im Dezember 2012 die Single Out of Control, die in Kooperation mit den Bodybangers sowie Carlprit bzw. Rameez entstanden waren. Neben ihrer Gesangskarriere trat sie in Nebenrollen in den Serien Alarm für Cobra 11 und Rennschwein Rudi Rüssel auf. Sie nahm 2009 auch an der TV-Sendung Das perfekte Promi-Dinner teil und war 2012 Kandidatin der Sat.1-Show The Winner is …, bei der sie im Finale Onita Boone unterlag. Im August 2015 trat sie bei VOX in der Styling-Doku Promi Shopping Queen auf.
Ab 2013 war sie als Backgroundsängerin in der Peter-Maffay-Band tätig. Im Herbst 2016 war sie als Sängerin bei Tabaluga – es lebe die Freundschaft mit Peter Maffay als gesangliche Stimme von Lilli im Rampenlicht. Im März 2017 erschien ihr zweites Studioalbum Full Stop. Im November 2017 veröffentlichte sie als Linda Siu gemeinsam mit Gentleman die Single Du lebst mich kaputt. Sie nahm im Februar 2019 mit dem Song Renegades an der rumänischen Vorentscheidung für den Eurovision Song Contest 2019 teil, wo sie den vierten Platz erreichte.
Seit 2022 tritt sie mit der kölschen Pop-Rock-Frauenband Mätropolis auf. Im selben Jahr erschien die erste Single der Gruppe Hingerm Horizont; 2023 folgte Fiästa, 2024 Rakete. Teodosiu ist seit 2020 mit Alexandra, einer DJane, liiert; seit 2023 wohnen sie zusammen in Köln.

## Auftritte bei DSDS
| Mottoshow (Datum)                                       | Lied                               | Originalinterpret   | Platzierung   |
| Top 15 Show: Jetzt oder nie (8. März 2008)              | Soulmate                           | Natasha Bedingfield | 6,03 % (4/15) |
| Aktuelle Superhits (15. März 2008)                      | Oh Mother                          | Christina Aguilera  | 8,90 % (3/10) |
| Die größten Filmhits (22. März 2008)                    | GoldenEye                          | Tina Turner         | 9,58 % (3/9)  |
| Mariah Carey und Take That (5. April 2008)              | Hero                               | Mariah Carey        | 9,21 % (2/8)  |
| Greatest Hits (12. April 2008)                          | One Day in Your Life               | Anastacia           | 17,95 % (2/7) |
| Songs der Jury (19. April 2008)                         | Because of You                     | Kelly Clarkson      | 15,15 % (2/6) |
| Partyklassiker und Balladen (26. April 2008)            | I Will Survive                     | Gloria Gaynor       | 15,37 % (3/5) |
| Partyklassiker und Balladen (26. April 2008)            | The Voice Within                   | Christina Aguilera  | 15,37 % (3/5) |
| Deutschland vs. England (3. Mai 2008)                   | Durch die Nacht                    | Silbermond          | 24,90 % (2/4) |
| Deutschland vs. England (3. Mai 2008)                   | Mercy                              | Duffy               | 24,90 % (2/4) |
| Beatles, Nummer-1-Hits und Dedicated to …(10. Mai 2008) | Don’t Stop the Music               | Rihanna             | 23,34 % (3/3) |
| Beatles, Nummer-1-Hits und Dedicated to …(10. Mai 2008) | With a Little Help from My Friends | The Beatles         | 23,34 % (3/3) |
| Beatles, Nummer-1-Hits und Dedicated to …(10. Mai 2008) | My All                             | Mariah Carey        | 23,34 % (3/3) |

## Diskografie

### Studioalben
| Jahr | Titel          | Höchstplatzierung, Gesamtwochen, AuszeichnungChartplatzierungen (Jahr, Titel, Platzierungen, Wochen, Auszeichnungen, Anmerkungen) | Höchstplatzierung, Gesamtwochen, AuszeichnungChartplatzierungen (Jahr, Titel, Platzierungen, Wochen, Auszeichnungen, Anmerkungen) | Höchstplatzierung, Gesamtwochen, AuszeichnungChartplatzierungen (Jahr, Titel, Platzierungen, Wochen, Auszeichnungen, Anmerkungen) | Anmerkungen                             |
| Jahr | Titel          | DE | AT | CH | Anmerkungen                             |
| ---- | -------------- | --- | --- | --- | --------------------------------------- |
| 2009 | Under Pressure | DE81 (1 Wo.)DE | — | — | Erstveröffentlichung: 4. September 2009 |
| 2017 | Full Stop      | — | — | — | Erstveröffentlichung: 23. März 2017     |

### Singles
| Jahr | Titel Album                       | Höchstplatzierung, Gesamtwochen, AuszeichnungChartplatzierungen (Jahr, Titel, Album, Platzierungen, Wochen, Auszeichnungen, Anmerkungen) | Höchstplatzierung, Gesamtwochen, AuszeichnungChartplatzierungen (Jahr, Titel, Album, Platzierungen, Wochen, Auszeichnungen, Anmerkungen) | Höchstplatzierung, Gesamtwochen, AuszeichnungChartplatzierungen (Jahr, Titel, Album, Platzierungen, Wochen, Auszeichnungen, Anmerkungen) | Anmerkungen                             |
| Jahr | Titel Album                       | DE | AT | CH | Anmerkungen                             |
| ---- | --------------------------------- | --- | --- | --- | --------------------------------------- |
| 2009 | Love Sux Under Pressure           | DE24 (8 Wo.)DE | AT72 (2 Wo.)AT | — | Erstveröffentlichung: 17. April 2009    |
| 2009 | Reprogram My Heart Under Pressure | DE28 (4 Wo.)DE | — | — | Erstveröffentlichung: 4. September 2009 |

Weitere Veröffentlichungen
- 2011: Alive
- 2011: One More Time (mit Bodybangers & Carlprit)
- 2012: Out of Control (mit Bodybangers & Rameez)
- 2013: Are You Ready Tonight (mit Bodybangers & Nicci)
- 2014: Go (mit Bodybangers)
- 2017: Du lebst mich kaputt (mit Gentleman)
- 2019: Renegades
- 2019: Gypsy woman (La-Da-Dee) (mit Alex Christensen und Berlin Orchestra)
- 2022: Hingerm Horizont (mit Mätropolis)[16]
- 2023: Fiästa (mit Mätropolis)
- 2023: Mamm (mit Mätropolis)
- 2023: Schluck schluck (mit Mätropolis)
- 2023: Nit loss (mit Mätropolis)
- 2024: Regeln nicht kapiert (mit Mätropolis)
- 2024: Rakete (mit Mätropolis)